# Палата Роан (Бордо)
Палата Роан је име градске куће француског града Бордоа. Грађена је од 1771. до 1784. године, а првобитно је служила као Надбискупска палата Бордоа.

## Историја
Године 1771, нови надбискуп Бордоа, Фердинан Максимилијан Меријадек, принц од Роана, одлучио је да обнови стару средњовијековну надбискупску резиденцију, сматрајући је недостојном њене функције. Нову грађевину је пројектовао архитекта Ришар-Франсоа Бонфен, изградња је трајала 13 година и завршена је 1784. године. Ова палата представља отел партикилије, и то entre cour et jardin (смјештен „између дворишта и врта”), и краси је оскудно украшена фасада у стилу Луја XVI. Степениште ове палате сматра се ремек-дјелом зидања камена.
Послије Француске револуције, 1791. године, у палати се налазила префектура департмана Жиронда. Године 1837, постала је градска кућа Бордоа. Сала општинског вијећа, пројектована 1889. године, типична је за званичну архитектуру у вријеме Треће републике.
Врт, првобитно дизајниран у француском формалном стилу, сада краси енглески пејзажни стил. Од 1880. године, омеђен је двама крилима у којима се налази Музеј лијепих умјетности у Бордоу.
У ноћи са 5. на 6. октобар 1996. године, у вријеме када је премијер и градоначелник Бордоа био Ален Жипе, експлодирала је бомба под прозорима канцеларије градоначелника, поред врта. Одговорност за напад сутрадан је преузела корзиканска терористичка организација FLNC Canal historique. У експлозији је оштећено приземље градске куће, али жртава није било.

Дана 23. марта 2023. године, зграду су запалили демонстранти током штрајкова против пензионе реформе. Запаљена су улазна врата, мада су ватрогасци пожар одмах угасили.
- улаз у двориште, с трга Пеа Берлана
- задња страна палате, с погледом на врт

44° 50′ 16″ N 0° 34′ 47″ W / 44.83778° С; 0.57972° З